# Sokół (Mazovie)
Pour les articles homonymes, voir Sokół.
Sokół (prononciation : [ˈsɔkuu̯]) est un village polonais de la gmina de Sobolew dans le powiat de Garwolin de la voïvodie de Mazovie dans le centre-est de la Pologne.
Il se situe à environ 4 kilomètres au nord-est de Sobolew (siège de la gmina), 17 kilomètres au sud de Garwolin (siège du powiat) et à 71 kilomètres au sud-est de Varsovie (capitale de la Pologne).
Le village possède approximativement une population de 470 habitants.

## Histoire
De 1975 à 1998, le village appartenait administrativement à la voïvodie de Siedlce.